# Chileense voetbalbond
De Federación de Fútbol de Chile (afkorting: FFCh) is de Chileense voetbalbond en werd opgericht op 19 juni 1895 in Valparaíso. De bond organiseert het Chileens voetbalelftal en het professionele voetbal in Chili (onder andere de Primera División). De president is Harold Mayne-Nicholls, het hoofdkantoor is gezeteld in Valparaíso. De FFCh is aangesloten bij de FIFA sinds 1913.